# Keresztes Kongregáció

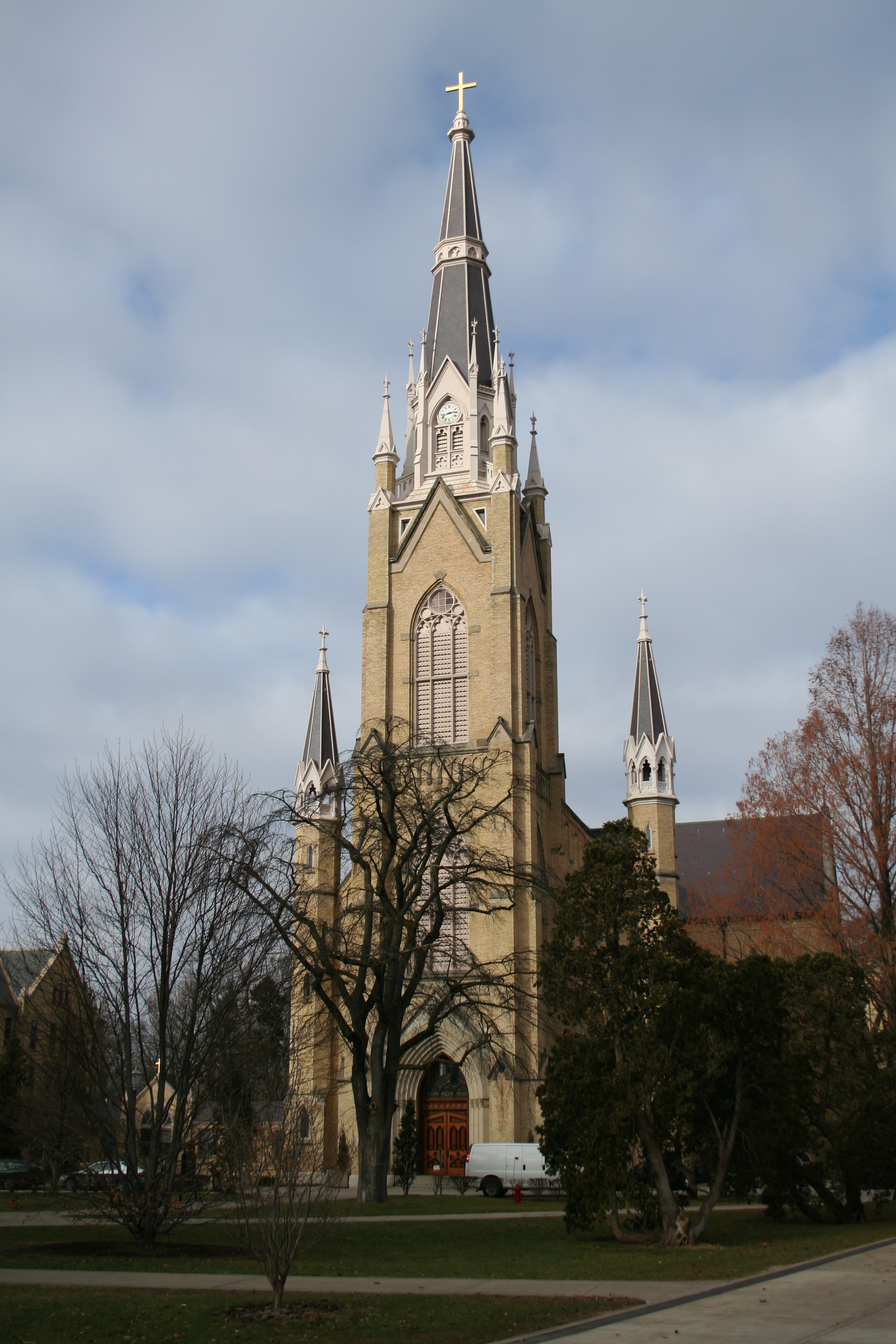
A Notre Dame Egyetem területén álló Szent Szív bazilika, amely a rend központi temploma az Egyesült Államokban

A Keresztes Kongregáció (latinul: Congregatio a Sancta Cruce; rövidítve: CSC) egy katolikus papokból és szerzetesekből álló szerzetesrend, amelyet 1837-ben alapított Boldog Basil Moreau atya Le Mans városában, Franciaországban.
Boldog Basil Moreau a kongregáció megalapítása után létrehozta a rend női változatát is, a Szent Kereszt Nővéreit. A rendnek három székhelye van: Notre Dame, USA, Indiana állam; Le Mans, Franciaország; Montréal, Kanada.

## Pasztoráció
A szerzetesrend fennállása óta folyamatosan végzi a missziós tevékenységet, aminek köszönhetően mára már az alábbi országokban vannak jelen:
| - Franciaország (1820) - Egyesült Államok (1841) - Kanada (1847) - Olaszország (1850) | - Banglades (1853) - India (1853) - Chile (1943) - Haiti (1944) | - Kenya (1950) - Libéria (1950) - Brazília (1958) - Ghána (1957) | - Uganda (1958) - Peru (1961) - Tanzánia (2003) |

### Oktatás

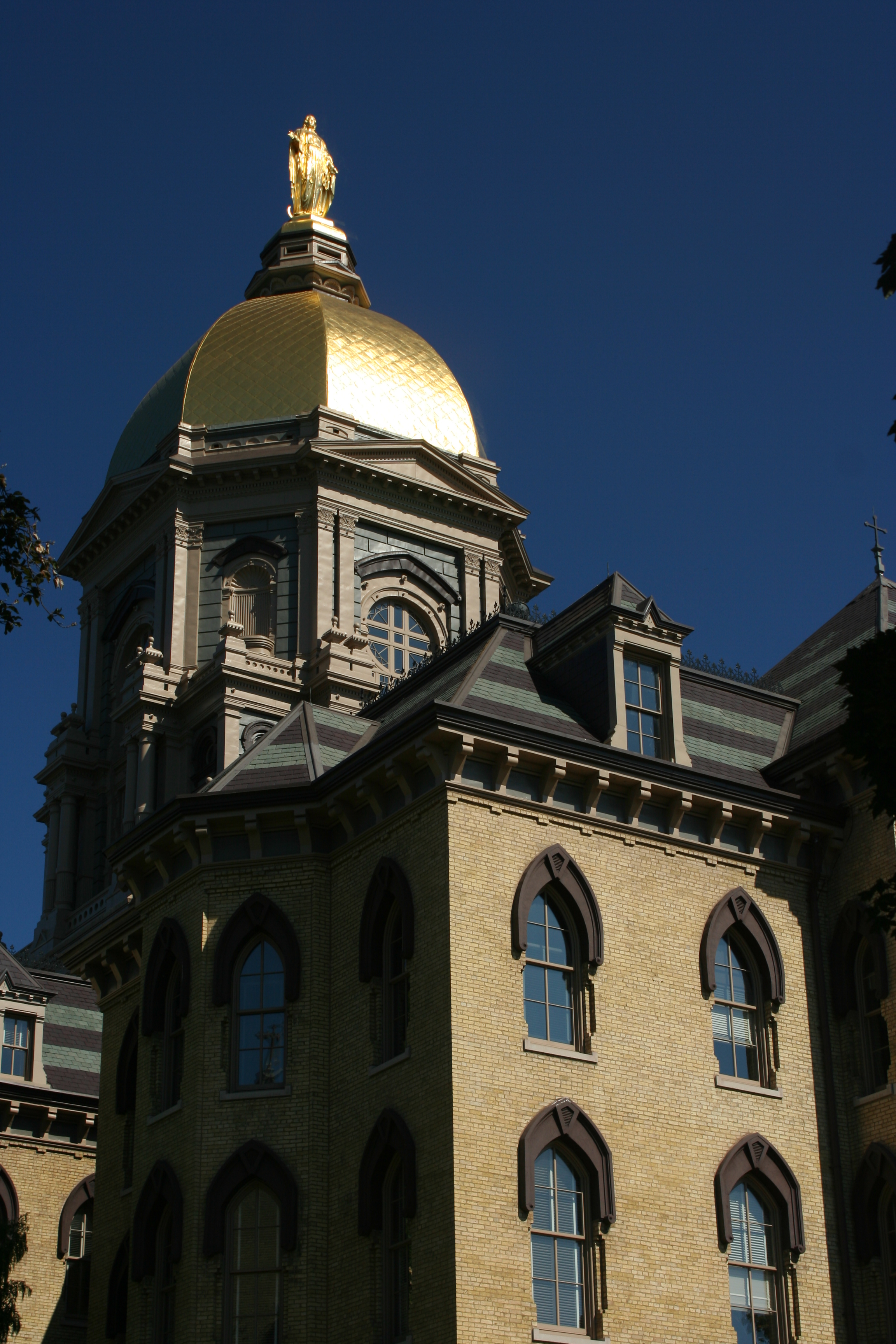
A Notre Dame Egyetem központi épületének tornya

A Kongregáció számos iskolát illetve oktatási intézményt tart fenn, elsősorban a missziós országokban, valamint az Egyesült Államokban. Közülük is a legjelentősebbek:
- University of Notre Dame, Notre Dame (Indiana), USA (1842)
- St. Edward's University, Austin, Texas, USA (1878)
- University of Portland, Portland, Oregon, USA (1901)
- King's College, Wilkes-Barre, USA (1946)
- Stonehill College, Easton (Massachusetts), USA (1948)
- Notre Dame College, Dhaka, Banglades (1949)
- Holy Cross College, Notre Dame, Indiana, USA (1966)
- Holy Cross College, Agartala, Banglades (2009)
- Saint Mary's College, Notre Dame, Indiana, USA (1844)
- Our Lady of Holy Cross College, New Orleans (Louisiana), USA (1916)

## Fordítás
- Ez a szócikk részben vagy egészben  a   Congregation of Holy Cross című angol Wikipédia-szócikk fordításán alapul.  Az eredeti cikk szerkesztőit annak laptörténete sorolja fel. Ez a jelzés csupán a megfogalmazás eredetét és a szerzői jogokat jelzi, nem szolgál a cikkben szereplő információk forrásmegjelöléseként.

## Külső hivatkozások
- Hivatalos weboldal (angolul)
- A Kongregáció konstitúciói (angolul)